# Centrale La Grande-3
 (novembre 2017).
La centrale La Grande-3 est une centrale hydroélectrique et un barrage érigés sur La Grande Rivière par la Société d'énergie de la Baie-James pour le compte d'Hydro-Québec dans la région du Nord-du-Québec, au Québec. Cette centrale, construite dans le cadre de la phase 1 du projet de la Baie-James,  a une puissance installée de 2 418 MW. Elle a été mise en service en 1984.

## Histoire
L'aménagement de La Grande-3 s'inscrit dans la phase I du projet de la Baie James, initié en 1971 par le premier ministre Robert Bourassa. 
Sa construction dure 8 ans, de 1976 à décembre 1983, moment de la livraison du dernier groupe turbine-alternateur,. La construction des deux barrages principaux est confiée par la Société d'énergie de la Baie James à Hydro-Québec. Il s'agit alors d'un contrat à risques partagés, une pratique établie après l'escalade des coûts constatée sur les chantiers de la Baie James en 1975. Cette pratique s'explique également par la diminution du nombre de soumissionnaires,. 
En 1974, alors que les travaux débutent du côté de LG-2, le site de LG-3 fait l'objet d'exploration par un groupe d'une centaine de travailleurs chargé d'arpenter, d'analyser les sols et de cartographier l'hydrologie. En mars 1975, l'exploration touche à sa fin et on voit déjà apparaitre les balbutiements du futur campement ouvrier du site. L'acheminement des matériaux nécessaires pour la construction des campements doit cependant attendre l'hiver 1975-1976 et la formation de sa route d'hiver, reliant le site à la route de la Baie-James. La première phase de construction débute au printemps 1976 avec l'installation de 54 dortoirs, d'une cantine avec capacité de 1000 personnes, d'une taverne, d'un centre récréatif, d'un bureau administratif et d'un poste de premier soin. Pour la deuxième phase de construction, on prévoit d'ajouter une deuxième cantine, quelques dortoirs supplémentaires, un centre d'accueil ainsi qu'un cinéma modulaire. En parallèle, la construction du village familial de Sakami pour les cadres, auquel on prévoit d'accueillir 270 familles, débute. Ultimement, un carnaval d'hiver nommé Sauterie est créé pour égayer la vie des travailleurs. Une bibliothèque, une piscine, une salle de spectacle pour artistes locaux ou professionnels ainsi que des cours d'artisanat, de photographie et de bricolage, donnés par des locaux, viennent s'ajouter à l'éventail des activités possibles, d'ailleurs presque gratuites. 
Toujours au printemps 1976, des travaux s'effectuent sur la nouvelle route Transtaiga, reliant LG-2 jusqu'à LG-4; les ponts de la rivière Corvette et Sakami sont construits, rendant plus facile l'acheminement de matériel en été. L'avion demeure tout de même un moyen d'acheminement et, pour cette raison, une piste d'atterrissage de 1500 m de longueur sur 45 m de large, capable d'accueillir un Boeing 737, est aménagée au campement David, à 30 km du campement principal. 
En juin de la même année, les batardeaux nord et sud réussissent à rejoindre l'île au milieu de la rivière La Grande. La dérivation de la rivière pour les travaux de construction de la centrale est amorcée. Dès lors, des travaux de forage sous l'île ont lieu sur une longueur de 392 m afin de permettre à l'eau d'y passer une fois le batardeau nord fermé. Le 24 septembre, la rivière passe pour la première fois dans les deux galeries forées sous l'île. 
Au début de l'année 1978, un chemin d'hiver est construit pour se rendre au 67 digues de la rive nord et un campement appelé Mirage est érigé à cette fin. Simultanément, un autre chemin d'hiver, vers le sud, est construit pour les 33 autres digues ainsi qu'un campement appelé Goélette. 
Les travaux de dynamitage sont fréquents sur le site du chantier de LG-3, et l'équipe de dynamitage réalise la plus grande explosion à ce jour avec plus de 100 000 tonnes d'explosif le 8 mai 1978. 
Fin 1978, les travaux d'excavation de l'évacuateur de crues sont terminés. Au total, l'opération a nécessité l'excavation de 1,5 millions de m3 de roc. 
Trois mois après la mise en service de LG-2, soit en février 1980, cette dernière se met à fournir en hydroélectricité le chantier de LG-3. La centrale peut désormais fonctionner sans ses 7 génératrices consommant plus de 45 000 litres de diesel par jour, d'autant plus que cette capacité énergétique devient de plus en plus insuffisante pour les besoins du chantier.  
En 1981, la digue Frégate est érigée sur la rivière Sakami afin de la rediriger vers le réservoir la Grande-3 et d'ainsi augmenter son débit. Le gain hydroélectrique dégagé représente alors 4% de la production hydro-électrique de la centrale. En avril de la même année, le réservoir commence d'ailleurs son lent remplissage, qui dure en tout 18 mois pour former une superficie de 2460 km2, soit deux fois et demie celle du lac Saint-Jean. Au fil de la montée des eaux, les campements Mirage et Géolette sont progressivement démontés ; en août 1981, Mirage n'accueille plus que 140 travailleurs.  
Finalement, le 20 juin 1982, le ministre de l'Énergie Yves Duhaime inaugure officiellement la centrale en mettant en marche le premier des douze turbines-alternateurs. Un peu plus tard, une fête est organisée pour célébrer les 30 millions d'heures de travail des travailleurs.  
Au pic des travaux en 1979, le campement principal du chantier comptait 3748 résidents.
Au total, la construction de LG-3 a demandé 535 000 de m3 de béton, soit la quantité nécessaire pour construire tous les bâtiments du Parc olympique de Montréal. Le coût total de réalisation est de 1,3 milliard de dollars. 

## Caractéristiques
L'aménagement La Grande-3 est situé à 238 kilomètres de l'embouchure de la Grande Rivière. Il exploite une hauteur de chute de 79,2 m.

### Barrages
Deux barrages principaux, d'une longueur combinée de 4,3 km et d'une hauteur maximale de 93 m, ferment la rivière de part et d'autre d'une île, où a été aménagé un évacuateur de crues de type saut à ski. Des barrages principaux et un réseau de 67 digues complètent la fermeture du réservoir La Grande-3, d'une superficie de 2 420 km2 au niveau maximum d'exploitation (256,0 m). L'aménagement de La Grande-3 comprend également la dérivation de la rivière de Pontois par la construction de la digue Frégate.

### Centrale hydroélectrique
La centrale est aménagée en surface, dans une tranchée creusée sur la rive gauche de la Grande Rivière, au pied du barrage Sud. Initialement prévue pour accueillir 10 groupes turbines-alternateurs, Hydro-Québec prend la décision en 1978 d'ajouter immédiatement un suréquipement et demande la construction de deux groupes supplémentaires. Les 12 groupes produisent chacun une puissance de 192 MW, pour une puissance installée de 2 304 MW lors de sa mise en service, entre 1981 et la fin de 1983. 
Les turbines équipant actuellement la centrale ont une puissance de 200 MW, portant la puissance installée totale à 2 417 MW. La production électrique est estimée à 12 484 GWh/an.

## Environnement
L'approche de la fin des travaux du chantier de LG-3 marque également le début du reboisement des terrains et des routes afin de compenser les conséquences néfastes du projet sur l'environnement. Ainsi, c'est près de 3 millions d'arbres et de plants qui sont plantés au total.

## Feux de forêts de 2023
En raison des énormes et nombreux feux de forêt présents au Québec lors de l'été 2023, Hydro-Québec décide d'évacuer les travailleurs de LG-3 le 20 juin. En effet, les feux traversent par endroit la route Transtaiga. Les travailleurs sont d'abord évacués par avion vers LG-2A, puis vers le sud du Québec.

## Archéologie
Les fouilles archéologiques requises par la construction de LG-3 lors de l'été 1980-1981 permettent de révéler plus d'une centaine de sites archéologiques jusqu'alors inconnus, dont 11 ayant existé avant l'arrivée de Jacques Cartier au Canada. Parmi ceux-ci figure également un important site de rassemblement.